# Вандёвр-сюр-Барс
Вандёвр-сюр-Барс (фр. Vendeuvre-sur-Barse) — коммуна во Франции, находится в регионе Шампань — Арденны. Департамент — Об. Административный центр кантона Вандёвр-сюр-Барс. Округ коммуны — Бар-сюр-Об.
Код INSEE коммуны — 10401.
Коммуна расположена приблизительно в 170 км к юго-востоку от Парижа, в 85 км южнее Шалон-ан-Шампани, в 30 км к востоку от Труа. Стоит на реке Барс.

## Население
Население коммуны на 2008 год составляло 2385 человек.
| 1962 | 1968 | 1975 | 1982 | 1990 | 1999 | 2008 |
| ---- | ---- | ---- | ---- | ---- | ---- | ---- |
| 1803 | 1821 | 2613 | 2940 | 2793 | 2623 | 2385 |

## Экономика
В 2007 году среди 1532 человек в трудоспособном возрасте (15—64 лет) 1052 были экономически активными, 480 — неактивными (показатель активности — 68,7 %, в 1999 году было 68,1 %). Из 1052 активных работали 903 человека (525 мужчин и 378 женщин), безработных было 149 (66 мужчин и 83 женщины). Среди 480 неактивных 120 человек были учениками или студентами, 130 — пенсионерами, 230 были неактивными по другим причинам.

## Достопримечательности
- Церковь Сен-Пьер (XVI век). Памятник истории с 1907 года[3]
- Замок Вандёвр-сюр-Барс (XI век). Памятник истории с 1963 года[4]

## Фотогалерея
- Церковь Сен-Пьер
- Замок Вандёвр-сюр-Барс
- Вокзал
- Река Барс